# Corvina (Cilus gilberti)
Corvina (Cilus gilberti) – gatunek ryby morskiej z rodziny kulbinowatych (w krajach Ameryki Północnej, gdzie często trafiają na stoły, nazywane są potocznie „croakers” lub „drums”); jedyny przedstawiciel rodzaju Cilus. Zamieszkują głównie ciepłe do umiarkowanych przybrzeżne wody południowo-wschodniego Oceanu Spokojnego wzdłuż Ameryki Środkowej i Południowej, corvina jest wysoko ceniona w obu Amerykach jako smaczna ryba.

## Opis

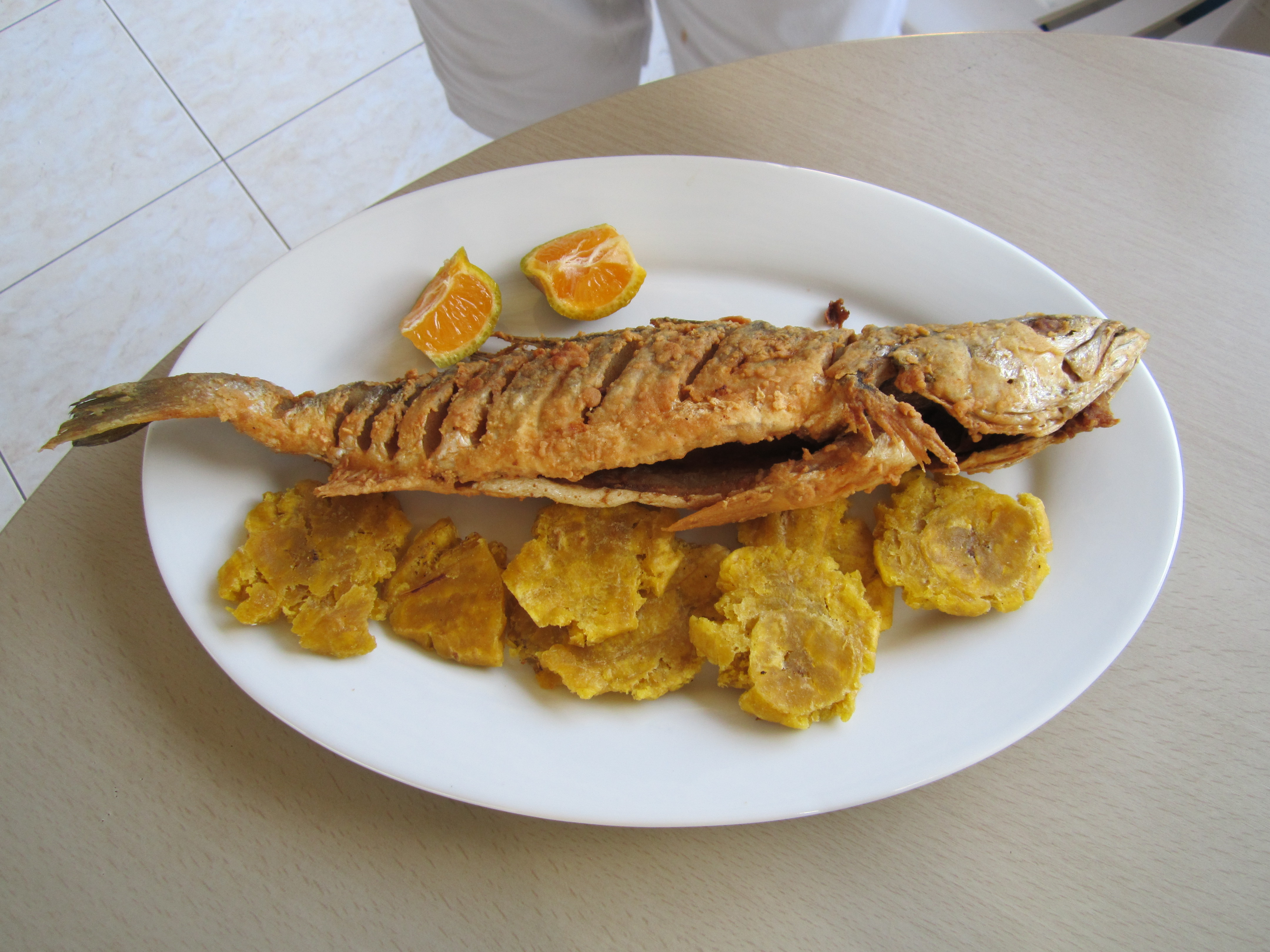
Smażona corvina z pieczonymi bananami

Corvina jest z wyglądu podobna do pokrewnych gatunków występujących w Atlantyku: Cynoscion regalis (od Nowej Fundlandii po Florydę) i Cynoscion nebulosus (Zatoka Meksykańska i południowy Atlantyk). Ciało srebrzyste z szaro-niebieskim grzbietem, pokryte drobną łuską, wydłużone lecz krępe. Otwór gębowy duży, charakterystyczna płetwa grzbietowa. Osiąga 75 cm długości.

## Występowanie
Corvina występuje głównie w wodach przybrzeżnych od Chile do Panamy, ale spotykana jest również wśród wysp archipelagu Galapagos. Preferuje miękkie, piaszczyste dno do 50 m głębokości.

## Zastosowanie
Mięso corviny jest biało-różowe z wyraźnym podziałem na płaty. W smaku lekko słodkawe. Może być pieczone, smażone, grillowane, podawane w postaci sushi, a w krajach latynoskich w sałatkach typu ceviche.